# Broom, Durham
Broom var en civil parish från 1866 till 1937 då den blev en del av Brandon and Byshottles och Bearpark, i grevskapet Durham, i England. Civil parish var belägen 3 km från Durham och hade 3 520 invånare år 1931.